# Mazarakata
Mazarakata (en griego, Μαζαρακάτα) es un yacimiento arqueológico ubicado en la isla de Cefalonia, Grecia. 
En este yacimiento arqueológico se ha hallado una necrópolis con numerosas tumbas de cámara del periodo micénico. En concreto, se estima que pertenece a la época comprendida entre los años 1390/70-1060/40 a. C. 
Las tumbas, subterráneas, fueron excavadas en piedra arenisca. Los dromos de las mismas tienen una longitud que oscila entre los 4 y los 6 m excepto uno que mide 15 m. Las entradas son más estrechas que los dromos y habitualmente quedaban bloqueadas por una piedra después del enterramiento. Las cámaras, que suelen tener enterramientos múltiples, tienen dimensiones que varían entre las más pequeñas que miden en torno a 1,40 x 1,90 m y las más grandes que tienen 5,50 x 4,80 m. Algunas tienen forma elíptica, otras trapezoidal y otras cuadrada. Las fosas donde se realizaban los enterramientos llegan a tener hasta 2,5 m de profundidad.
Algunos hallazgos de este yacimiento arqueológico se exhiben en el Museo Arqueológico de Argostoli pero otros fueron realizados de manera accidental a principios del siglo XIX, pasaron a poder del gobernador de la isla Charles Philippe de Bosset, y terminaron depositados en el museo de Neuchatel (Suiza). Las primeras excavaciones arqueológicas en el área fueron llevadas a cabo en 1899, 1908 y 1909 por Panagiotis Kavvadias, que halló un total de 16 tumbas; en 1951 Spyridon Marinatos excavó una decimoséptima tumba en esta necrópolis.